# 青森県立弘前第二養護学校
青森県立弘前第二養護学校（あおもりけんりつ ひろさきだいにようごがっこう）は、青森県弘前市中別所字向野にある公立特別支援学校。肢体不自由者を教育対象とする。
青森県立弘前養護学校（現・青森県立弘前第一養護学校）により、1973年（昭和48年）4月1日に近隣の青森県立さわらび園（現・さわらび療育福祉センター）内に開設されたさわらび分教室が本校のルーツである。1981年4月1日に分校に昇格した後、1982年4月1日に学校への昇格・独立を果たした。

## 学部・周辺施設
学部は小学部と中学部と高等部がある。高等部は1996年4月1日に設けられた。
学校の近隣には青森県立さわらび療育福祉センター（障害者支援施設）、青森県立弘前第一養護学校、弘前市弥生荘（知的障害者生活支援施設）、弘前市弥生学園（障害児入所施設）がある。

## 交流活動
小学部は、かつて本校の近隣にあった弘前市立弥生小学校と交流活動をしていた。弥生小学校が弘前市立船沢小学校と統合してからは、替わって船沢小学校との交流・共同学習を行っている。
中学部は、弘前市立船沢中学校との交流・共同学習を行っている。また中学部と高等部は、近隣のさわらび療育福祉センターや弘前市大字百沢にある山郷館との交流活動を行っている。

## 交通
- 弘南バス
  - 弘前バスターミナル - 弥生線
    - 弥生南口停留所下車。